# Ньюфаундленд Гроулерс
«Ньюфаундленд Гроулерс» (англ. Newfoundland Growlers) — профессиональная хоккейная команда, выступающая в Северном дивизионе Восточной конференции ECHL. Базируется в городе Сент-Джонс, провинция Ньюфаундленд и Лабрадор, Канада. Команда начала играть в сезоне 2018-19 и проводит домашние игры на арене «Мэри Браунс Центр». 
Команда связана с «Торонто Мейпл Лифс» из НХЛ и «Торонто Марлис» из АХЛ.

## История
В своём дебютном сезоне 2018-19 «Гроулерс» набрали 94 очка, и стали первыми в своём дивизионе. «Гроулерс» дошли до финала плей-офф 2019 года, победив «Толидо Уоллай» в шести матчах и завоевав Кубок Келли. «Гроулерс» стали второй командой после «Гринсборо Монаркс» 1989-90 годов, выигравшей чемпионат ECHL в своём дебютном сезоне. Они также стали первой канадской командой, выигравшей Кубок Келли.